# Station Borki Kosy
Station Borki Kosy is een spoorwegstation in de Poolse plaats Borki-Kosy.